# Rudolf Krause (calciatore)
Rudolf Krause (Lipsia, 21 gennaio 1927 – Lipsia, 12 dicembre 2003) è stato un allenatore di calcio e calciatore tedesco orientale dal 1990 tedesco, di ruolo centrocampista.

## Statistiche

### Cronologia presenze e reti in nazionale
| Cronologia completa delle presenze e delle reti in nazionale ― Germania Est | Cronologia completa delle presenze e delle reti in nazionale ― Germania Est | Cronologia completa delle presenze e delle reti in nazionale ― Germania Est | Cronologia completa delle presenze e delle reti in nazionale ― Germania Est | Cronologia completa delle presenze e delle reti in nazionale ― Germania Est | Cronologia completa delle presenze e delle reti in nazionale ― Germania Est | Cronologia completa delle presenze e delle reti in nazionale ― Germania Est | Cronologia completa delle presenze e delle reti in nazionale ― Germania Est |
| Data                                                                        | Città                                                                       | In casa                                                                     | Risultato                                                                   | Ospiti                                                                      | Competizione                                                                | Reti                                                                        | Note                                                                        |
| --------------------------------------------------------------------------- | --------------------------------------------------------------------------- | --------------------------------------------------------------------------- | --------------------------------------------------------------------------- | --------------------------------------------------------------------------- | --------------------------------------------------------------------------- | --------------------------------------------------------------------------- | --------------------------------------------------------------------------- |
| 14-6-1953                                                                   | Dresda                                                                      | Germania Est                                                                | 0 – 0                                                                       | Bulgaria                                                                    | Amichevole                                                                  | -                                                                           | 46’                                                                         |
| 20-9-1956                                                                   | Karl-Marx-Stadt                                                             | Germania Est                                                                | 3 – 1                                                                       | Indonesia                                                                   | Amichevole                                                                  | -                                                                           | 59’                                                                         |
| Totale                                                                      |                                                                             | Presenze                                                                    | 2                                                                           |                                                                             | Reti                                                                        | 0                                                                           |                                                                             |

## Palmarès

### Giocatore

#### Competizioni nazionali
- Campionato tedesco orientale: 1

Chemie Lipsia: 1950-1951
- Coppa della Germania Est: 1

SC Lokomotive Lipsia: 1957

### Allenatore
- Argento olimpico: 1

Mosca 1980